# Simfonia núm. 3 (Dvořák)

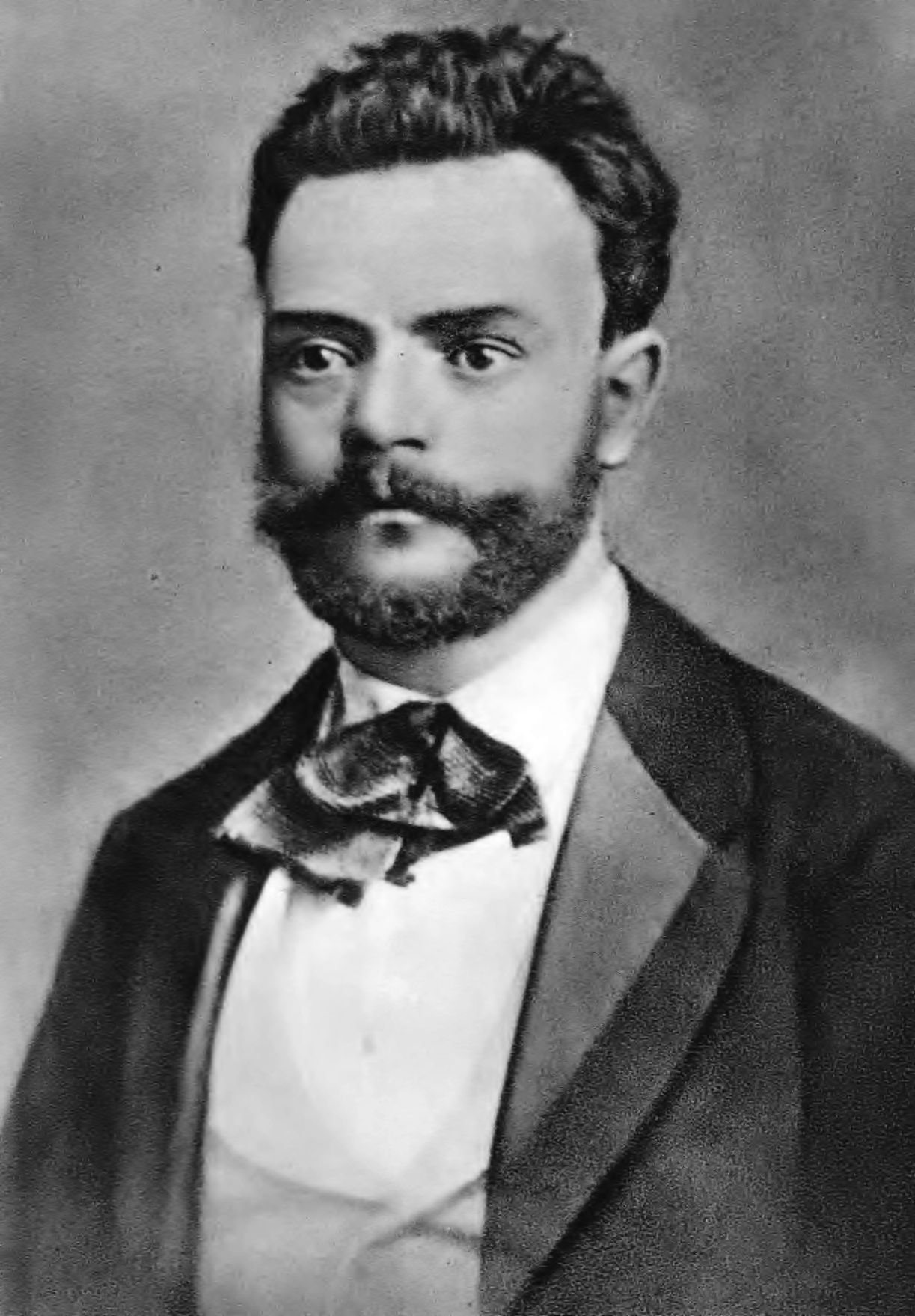
Retrat d'Antonín Dvořák el 1870.

La simfonia núm. 3,op. 10, en mi bemoll major d'Antonín Dvořák va ser composta entre l'abril del 1873 i el 4 de juliol del mateix any. També va ser revisada els anys 1887 i 1889. La seva estrena va tenir lloc el 29 de març del 1874 a Praga sota la batuta de Bedřich Smetana. Fou la primera de les simfonies de Dvořák que es va tocar en públic. L'obra té influències de Wagner i també algunes de Berlioz. Té una durada d'uns 37 minuts.

## Moviments
- Allegro moderato
- Adagio molto, tempo di marcia
- Finale. Allegro vivace[2]

## Instrumentació
- Flautí
- 2 flautes
- 2 oboès
- Corn anglès
- 2 clarinets
- 2 fagots
- 4 trompes
- 2 trompetes
- 3 trombons
- Tuba
- Timbales
- Triangle
- Arpa
- Violins
- Violes
- Violoncels
- Contrabaixos[1]